# 銚子市立銚子高等学校
銚子市立銚子高等学校（ちょうししりつ ちょうしこうとうがっこう）は、千葉県銚子市春日町にある市立高等学校。

## 概要
- 2008年4月1日に旧・銚子市立銚子高等学校と銚子市立銚子西高等学校が統合して開校した。手続きとしては旧・市立銚子高を廃止し、市立銚子西高を新・市立銚子高に改称する形がとられた[1]。
- 当初は旧・市立銚子西高の校舎（銚子市野尻町1600）で開校したが、統合前の旧・市立銚子高の校地（銚子市春日町2689）に新校舎がPFI事業により建設され、2010年8月に移転、9月より新校舎での授業を開始した。
- 春日町の旧・市立銚子高は学校が小高い丘の上に位置していたことから「おやま」という愛称で市民に親しまれていた。
- 両校の統合とともに理数科が設置された。旧・市立銚子西高からは看護科・専攻科も引き継がれたが、2007年度を最後に募集を停止したため、専攻科2年生が修了する2012年3月をもって閉科された。

## 統計情報
在校生の居住地・出身中学校
2016年度の在校生（971名）の居住地を自治体別に分類すると以下のとおりである。
- 銚子市：394名
- 神栖市：281名
- 旭市：116名
- 香取市：112名
- 東庄町：45名
- 匝瑳市：18名
- 多古町：2名
- 山武郡・潮来市・その他：各1名

主な出身中学別の在籍数では銚子市立銚子中学校の129名を筆頭に、香取市立小見川中学校78名、銚子市立第一中学校75名、銚子市立第五中学校74名、神栖市立波崎第四中学校52名、東庄町立東庄中学校45名、神栖市立波崎第一中学校44名、銚子市立第三中学校と神栖市立波崎第三中学校が各38名、神栖市立神栖第一中学校36名となっている。

## 著名な卒業生

### 旧銚子市立銚子高等学校（生誕順）
- 青野茂行[4] - 物理化学者、金沢大学学長
- 高倉みゆき - 女優
- 内田高子 - 女優、歌手
- 徳島高義[5] - 文芸編集者
- 稲葉孝彦[6] - 第13-16・18代小金井市長
- 岡野俊昭[7] - 新しい歴史教科書をつくる会副会長、第9代銚子市長
- 野平匡邦[8] - 消防庁審議官、第8・10代銚子市長
- 夏木ゆたか - タレント
- 江畑謙介[9] - 軍事評論家
- 篠塚保[10] - 外交官
- 菊地秀行[11][12] - 小説家
- 千葉一夫[13] - 演歌歌手
- 佐野利男[14] - 外交官
- 椎名一保[15] - 参議院議員（2期）、千葉県議会議員（4期）
- 石毛宏典[16][17] - プロ野球選手（内野手）、四国アイランドリーグplus創設者
- 安田登[18]　- 能楽師
- 遠藤伸久 - プロ野球選手（投手）
- 片山まさゆき[19] - 漫画家
- 越川信一[20] - 第11代銚子市長
- 銚子利夫[21] - プロ野球選手（内野手）
- 菊地成孔[22] - ジャズミュージシャン、作曲家、文筆家
- 田原康生[23] - 総務省国際戦略局長、同サイバーセキュリティ統括官
- 滑川和男[24] - アナウンサー
- 石毛博史 - プロ野球選手（投手）
- 柳家三之助[25] - 落語家
- 長谷川昌幸 - プロ野球選手（投手）
- 窪田淳 - プロ野球選手（投手）
- 樽屋雅徳[26] - 作曲家
- 石毛里佳[27] - 作曲家
- 千本松仁 - 作曲家、ギタリスト
- 四郎丸丈二 - 作曲家、ギタリスト

### 旧銚子市立銚子西高等学校
- 清谷信一 - 作家、軍事評論家

## 関連文献
- 創立70周年記念誌編集委員会　『創立70周年記念誌』銚子市立銚子高等学校、2008年。
- 創立六十周年記念誌編集委員会　『創立六十周年記念誌』銚子市立銚子高等学校、1998年。